# Aéroport d'Imperatriz
L'aéroport d'Imperatriz aussi appelé Aéroport Imperatriz-Prefeito Renato Moreira (code IATA : IMP • code OACI : SBIZ) est l'aéroport de la ville d'Imperatriz au Brésil. Il est nommé d'après un ancien maire de la ville d'Imperatriz.
Il est exploité par Infraero.

## Historique
Imperatriz a une longue tradition de services de transport aérien, qui a commencé à la fin des années 1930 avec Syndicato Condor (hydravions). À la fin de la seconde Guerre Mondiale, un premier aéroport a été opérationnel. L'aéroport actuel a été ouvert en 1981.

## Situation
| \| 200 km1:42 212 000 \| São Paulo-Guarulhos São Paulo-Congonhas Brasília Rio-Galeão Belo Horizonte Campinas Rio-Santos-Dumont Recife Porto Alegre Salvador Fortaleza Curitiba Florianópolis Belém Vitória Goiânia Manaus Navegantes |
| 200 km1:42 212 000 |

## Statistiques
Pour des raisons techniques, il est temporairement impossible d'afficher le graphique qui aurait dû être présenté ici.

Voir la requête brute et les sources sur Wikidata.

## Compagnies aériennes et destinations
| Compagnies              | Destinations                 |
| ----------------------- | ---------------------------- |
| Azul Brazilian Airlines | Fortaleza , Recife, São Luís |

## Accidents et incidents
- 18 avril 1984: deux VOTEC Embraer EMB 110 Bandeirante (enregistrements PT-GJZ et PT-GKL) sont entrés en collision en vol. PT-GJZ était en vol depuis São Luís vers Imperatriz ; les 18 passagers et membres d'équipage sont tous morts. PT-GKL était en train de voler de Belém-Val de Cans à Imperatriz, et son pilote a été en mesure de faire un atterrissage d'urgence sur le fleuve Tocantins. Un seul passager, sur les 17 que comptait l'avion, est mort[1],[2],[3].

## Situation
L'aéroport est situé à 4km du centre-ville de la ville d'Imperatriz.
| \| 200 km1:42 212 000 \| São Paulo-Guarulhos São Paulo-Congonhas Brasília Rio-Galeão Belo Horizonte Campinas Rio-Santos-Dumont Recife Porto Alegre Salvador Fortaleza Curitiba Florianópolis Belém Vitória Goiânia Manaus Navegantes |
| 200 km1:42 212 000 |